# فنسنت باترسون
فنسنت باترسون (بالإنجليزية: Vincent Paterson)‏ هو مصمم رقص ومخرج أمريكي، ولد في 24 أغسطس 1959.

## وصلات خارجية
- فنسنت باترسون على موقع IMDb (الإنجليزية)
- فنسنت باترسون على موقع ألو سيني (الفرنسية)
- فنسنت باترسون على موقع أول موفي (الإنجليزية)
- فنسنت باترسون على موقع قاعدة بيانات برودواي على الإنترنت (الإنجليزية)
- فنسنت باترسون على موقع قاعدة بيانات الأفلام السويدية (السويدية)
- فنسنت باترسون على موقع قاعدة بيانات الفيلم (الإنجليزية)
- فنسنت باترسون على موقع كينوبويسك (الروسية)